# Reed Morn
Reed Morn (* 19. August 1898 in Tallinn; † 17. Oktober 1978 in Los Angeles; eigentlich Frieda Johanna Drewerk) war eine estnische Schriftstellerin.

## Leben und Werk
Reed Morn schloss 1924 ihr Studium der Romanistik und Literaturwissenschaft an der Philosophischen Fakultät der Universität Tartu ab. Anschließend war sie als Lehrerin tätig. Ab 1926 veröffentlichte sie Kritiken, Kurzprosa, Novellen und Romane. Von 1932 bis 1934 lebte sie in Paris, wo sie an der Sorbonne studierte, und in Spanien.
Mit ihrem ersten Roman Andekas parasiit („Der begabte Parasit“) wurde Reed Morn auf einen Schlag in Estland bekannt, als sie 1927 den 2. Preis in einem angesehenen Romanwettbewerb gewann. Sie war die Begründern des psychologischen Romans in der estnischen Literatur, der sich entschieden von der realistischen Richtung der damaligen Literatur absetzte. Die inneren Monologe sind stilbildend für Morns Werk.
Mit der sowjetischen Besetzung Estlands floh Reed Morn 1944 zunächst nach Deutschland und von dort acht Jahre später in die USA. 1955 ließ sie sich in Los Angeles nieder. Sie blieb auch im amerikanischen Exil schriftstellerisch tätig. Ihr Werk ist heute, trotz einiger moderner Neuauflagen, weitgehend in Vergessenheit geraten.

## Werke (Auswahl)
- Andekas parasiit (Roman, 1927)
- Kastreerit elu (Roman, 1929)
- Jeanne d’Arc. Prantsusmaa rahvuskangelane. (Monographie, 1935)
- Tee ja tõde (Roman, 1956)